# بينج لين
بينج لين (بالصينية: 彭林) هي لاعبة كرة الماء صينية، ولدت في 4 أبريل 1995 في الصين.

## وصلات خارجية
- بينج لين على موقع أوليمبيديا (الإنجليزية)
- بينج لين على موقع اللجنة الأولمبية الصينية (الإنجليزية)